# ラ・ピート
ラ・ピート（1989年11月4日 - ）は、特急列車「ラピート」をモチーフにした日本の覆面レスラー。

## 経歴
- 2013年6月15日、道頓堀プロレス道頓堀アリーナ大会でシャドーフェニックス、YO-HEYとタッグを組んで対空牙&政宗&ガメラス組戦でデビュー。
- 9月1日、道頓堀プロレスに入団。

## 得意技
ダイビングダブルニードロップ
特急DDT
RKO
合法的トビ方ノススメ（旧：TODOME）
ランニングダブルニーアタックと同型。仰向けになった相手の上半身を引き起こして尻餅をつかせた状態にして相手と距離をとって助走してジャンプしながら両膝を突き出すように両膝を折り畳み、突き出した両膝を相手の顔面目掛けて叩き込む。

## 入場曲
- MOB Squad 2（麻波25）

## タイトル歴
- WDW王座
- WDWタッグ王座
- 道頓堀最強男優勝
- 道頓堀最強タッグキング優勝
- チームでら認定ドラツェーガー王座